# Let Me Live (Rudimental & Major Lazer)
Let Me Live is een nummer van de Britse elektronische band Rudimental en het Amerikaanse dj-trio Major Lazer uit 2018, met vocalen van de Britse zangeres Anne-Marie en de Nigeriaanse zanger Mr Eazi.
"Let Me Live" brengt een boodschap van persoonlijke vrijheid en zelfbeschikking. De tekst moedigt luisteraars aan om hun eigen keuzevrijheid te laten gelden bij het vormgeven van hun leven, ongeacht maatschappelijke verwachtingen of externe druk. Het nummer werd een bescheiden hit in een aantal Europese landen. Zo bereikte het de 42e positie in het Verenigd Koninkrijk. In de Nederlandse Top 40 kwam het tot de 28e positie, en in de Vlaamse Ultratop 50 de 16e.